# Lucas van Leyden

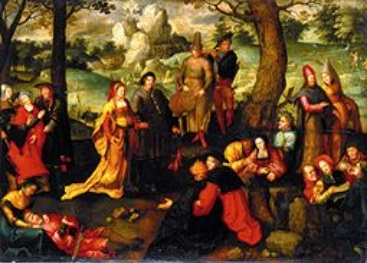
Sceny z życia św. Marii Magdaleny (ok. 1519), Muzeum Narodowe we Wrocławiu

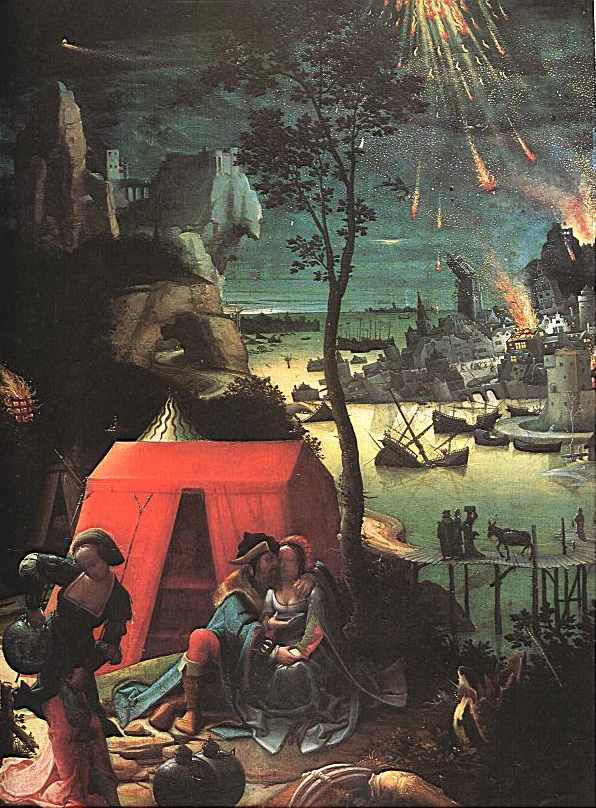
Lot z córkami (1520), Luwr

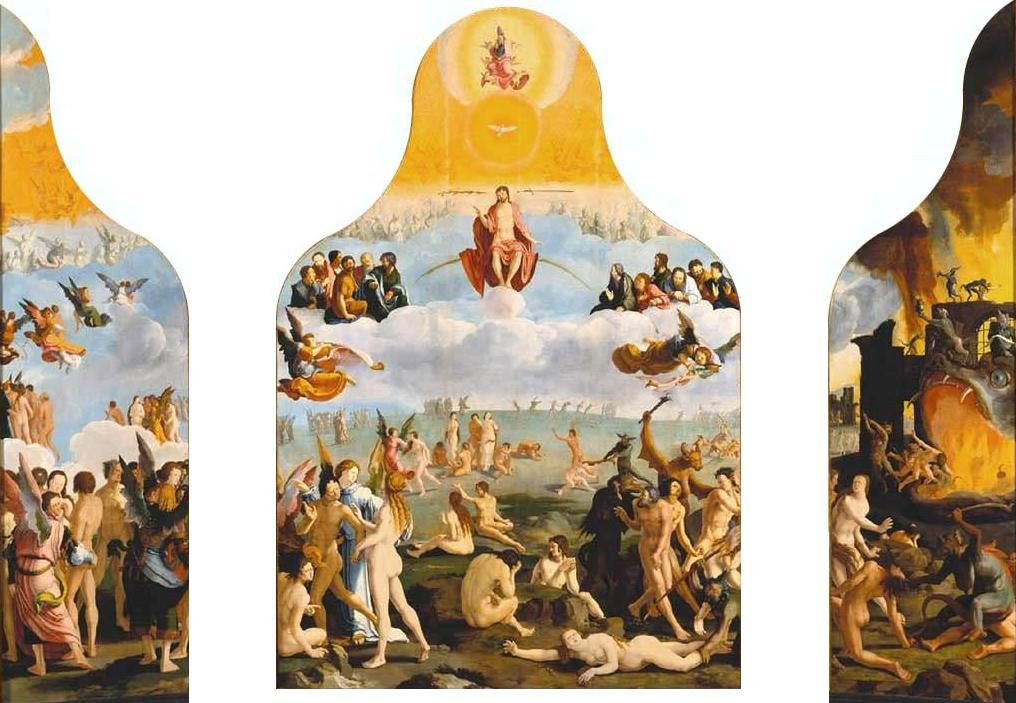
Tryptyk Sąd Ostateczny (1526)

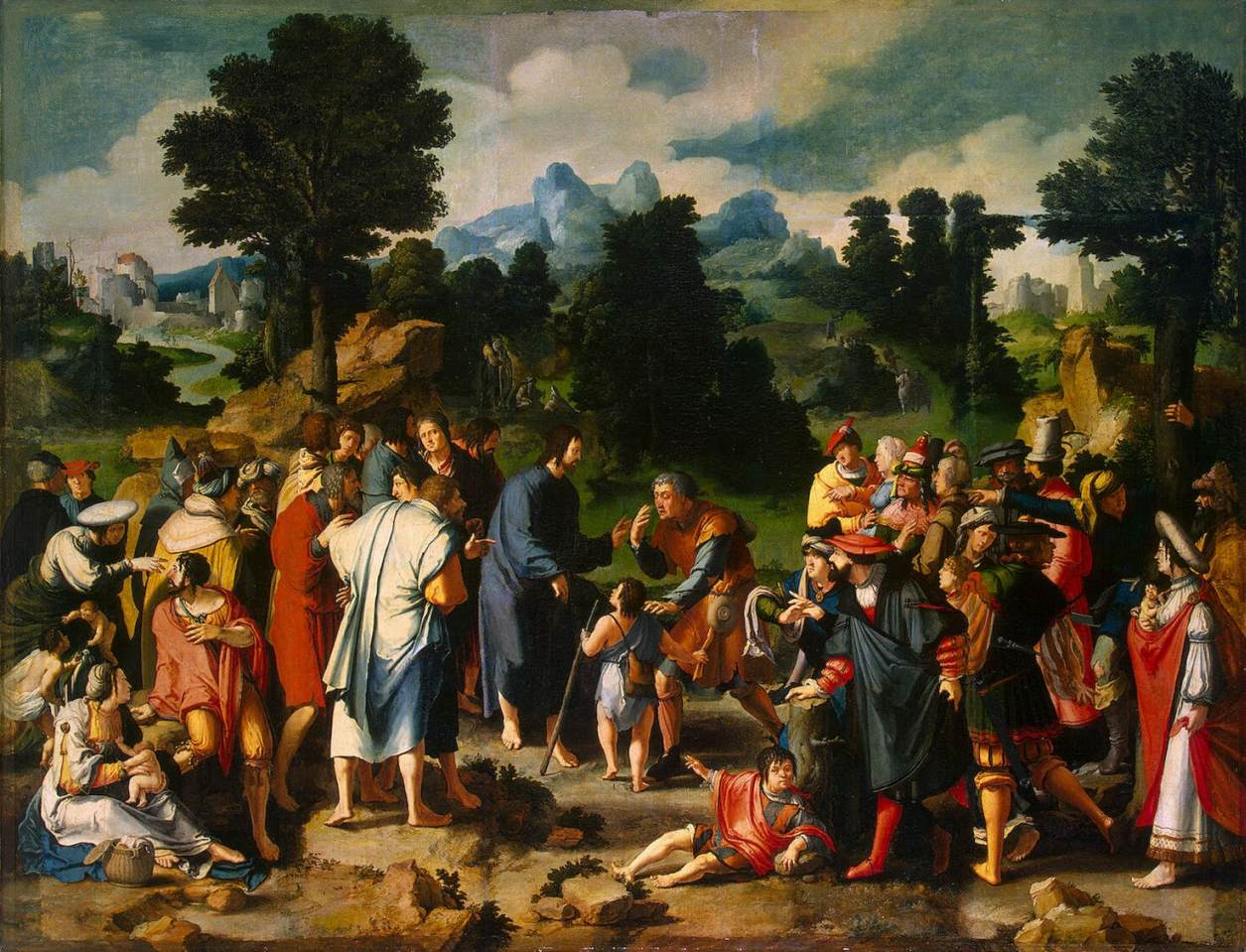
Chrystus uzdrawiający ślepca z Jerycha (1531), Ermitaż

Lucas van Leyden, znany też jako Lucas Hugensz (ur. 1494 w Lejdzie, zm. 1533 tamże) – niderlandzki malarz i grafik, tworzący na przełomie późnego średniowiecza i renesansu.
Naukę podstaw malarstwa rozpoczął u swojego ojca Huygha Jacobsza (1480-1538). Własną działalność rozpoczyna w 1509 r. w pracowni Cornelisa Engebrechtsz.'a (ok. 1465-1527). W 1521 r. spotkał się w Antwerpii z Albrechtem Dürerem, który go sportretował (obraz znajduje się w Musée des Beaux Arts w Lille).
Twórczość Lucasa nie jest jednolita pod względem stylu. Nieustannie eksperymentował i przerabiał liczne pomysły. Trudno też ją usystematyzować, bowiem obrazy nie były datowane.
Przeglądu dorobku dokonać można na przykładzie miedziorytów. Miedzioryt Mohamed i mnich Sergiusz z 1508 r. to dzieło najwcześniej datowane, wskazujące na świetnie opanowaną technikę miedziorytniczą. Pozostawił 175 sztychów i 110 grafik.
Mimo początkowo niewielkiej znajomości anatomii, artysta próbował swych sił w skomplikowanych przekrojach i skrótach. W sztychu Ecce Homo (1510) – zaliczanym do najdojrzalszych i najstaranniej wykończonych jego dzieł, specjalnego znaczenia nabiera znakomicie oddana architektura, niewystępująca w innych jego pracach. W sztychu Mleczarka (1510), Lucas tworzy inkunabuł malarstwa rodzajowego.
Podobnie nowy temat malarski w sztuce holenderskiej stanowi Autoportret (1509 znajdujący się w
Herzog Anton Ulrich-Museum w Brunszwiku).

## Wybrane obrazy
- Tryptyki
  - Mojżesz wydobywający wodę ze skały (1527), 182,5 × 237 cm, Museum of Fine Arts, Boston
  - Sąd Ostateczny (1526-27), 269,5 × 185 cm + 265 × 76,5 cm, Stedelijk Museum Lakenhal, Lejda
  - Taniec ze złotym cielcem (1528-30), 93 × 67 cm + 91 × 30 cm, Rijksmuseum, Amsterdam
  - Uzdrowienie ślepca z Jerycha (1531), 115,5 × 150,5 cm + 89 × 33,5 cm, Ermitaż, Sankt Petersburg
- Autoportret (1509), 29 × 22 cm, Herzog Anton Ulrich-Museum, Brunszwik
- Gra w szachy (ok. 1508[1]), 27 × 35 cm, Gemaldegalerie, Berlin
- Grający w karty (1520), 29,8 × 39,5 xm, Muzeum Thyssen-Bornemisza, Madryt
- Grający w karty (1520), 56,5 × 61 cm, National Gallery of Art, Waszyngton
- Kuszenie św. Antoniego (ok. 1530), 66 × 71 cm, Królewskie Muzea Sztuk Pięknych, Bruksela
- Lot z córkami (ok. 1520), 48 × 34 cm, Luwr, Paryż
- Madonna z Dzieciątkiem i aniołami (ok. 1520), 74 × 44 cm, Gemaldegalerie, Berlin
- Madonna z Dzieciątkiem, Maria Magdaleną i donatorem (1522), Stara Pinakoteka, Monachium
- Sceny z życia św. Marii Magdaleny (ok. 1519), Muzeum Narodowe we Wrocławiu
- Św. Hieronim pokutnik (1515-16), 27 × 31 cm, Gemäldegalerie, Berlin
- Trzydziestoośmioletni mężczyzna (ok. 1521), 48 × 41 cm, National Gallery w Londynie
- Wróżąca z kart (ok. 1508), 24 × 30,5 cm, Luwr, Paryż
- Zaręczyny (po 1527), 30 × 32 cm, Królewskie Muzea Sztuk Pięknych, Bruksela

## Wybrane grafiki
- Dentysta (1523)
- Dojarka lub Mleczarka (1510)
- Droga krzyżowa (1517)
- Ecce Homo (1510)
- Lukrecja (ok. 1515)
- Mohammed i mnich (1508)
- Pielgrzymi (1920)
- Syn marnotrawny (1510)